# Diocesi di Acque Albe di Mauritania
La diocesi di Acque Albe di Mauritania (in latino: Dioecesis Aquaealbensis in Mauretania) è una sede soppressa e sede titolare della Chiesa cattolica.

## Storia
Acque Albe di Mauritania, nell'odierna Algeria, è un'antica sede episcopale della provincia romana della Mauritania Sitifense.
A questa sede appartiene certamente il vescovo Onorio, il cui nome appare al 5º posto nella lista dei vescovi della Mauritania Sitifense convocati a Cartagine dal re vandalo Unerico nel 484; Onorio, come tutti gli altri vescovi cattolici africani, fu condannato all'esilio.
Alla conferenza di Cartagine del 411, che vide riuniti assieme i vescovi cattolici e donatisti dell'Africa, partecipò, per parte donatista, il vescovo Gennaro; in quell'occasione la sede non aveva un vescovo cattolico. Tuttavia è impossibile stabilire se questo vescovo appartenesse a questa sede o a quella omonima della Bizacena.
Dal 1933 Acque Albe di Mauritania è annoverata tra le sedi vescovili titolari della Chiesa cattolica; dal 3 dicembre 2010 il vescovo titolare è Stefan Zekorn, vescovo ausiliare di Münster.

## Cronotassi

### Vescovi residenti
- Gennaro ? † (menzionato nel 411) (vescovo donatista)

- Onorio † (menzionato nel 484)

### Vescovi titolari
- Alphonse-Paul-Désiré Gaudron † (24 marzo 1964 - 2 agosto 1967 deceduto)
- Ignacio Nazareno Trejos Picado (5 gennaio 1968 - 19 dicembre 1974 nominato vescovo di San Isidro de El General)
- Ricardo Antonio Suriñach Carreras † (26 maggio 1975 - 10 novembre 2000 nominato vescovo di Ponce)
- Benoît Marie Pascal Rivière (14 dicembre 2000 - 8 aprile 2006 nominato vescovo di Autun)
- João Mamede Filho, O.F.M.Conv. (26 aprile 2006 - 24 novembre 2010 nominato vescovo di Umuarama)
- Stefan Zekorn, dal 3 dicembre 2010